# Gingers

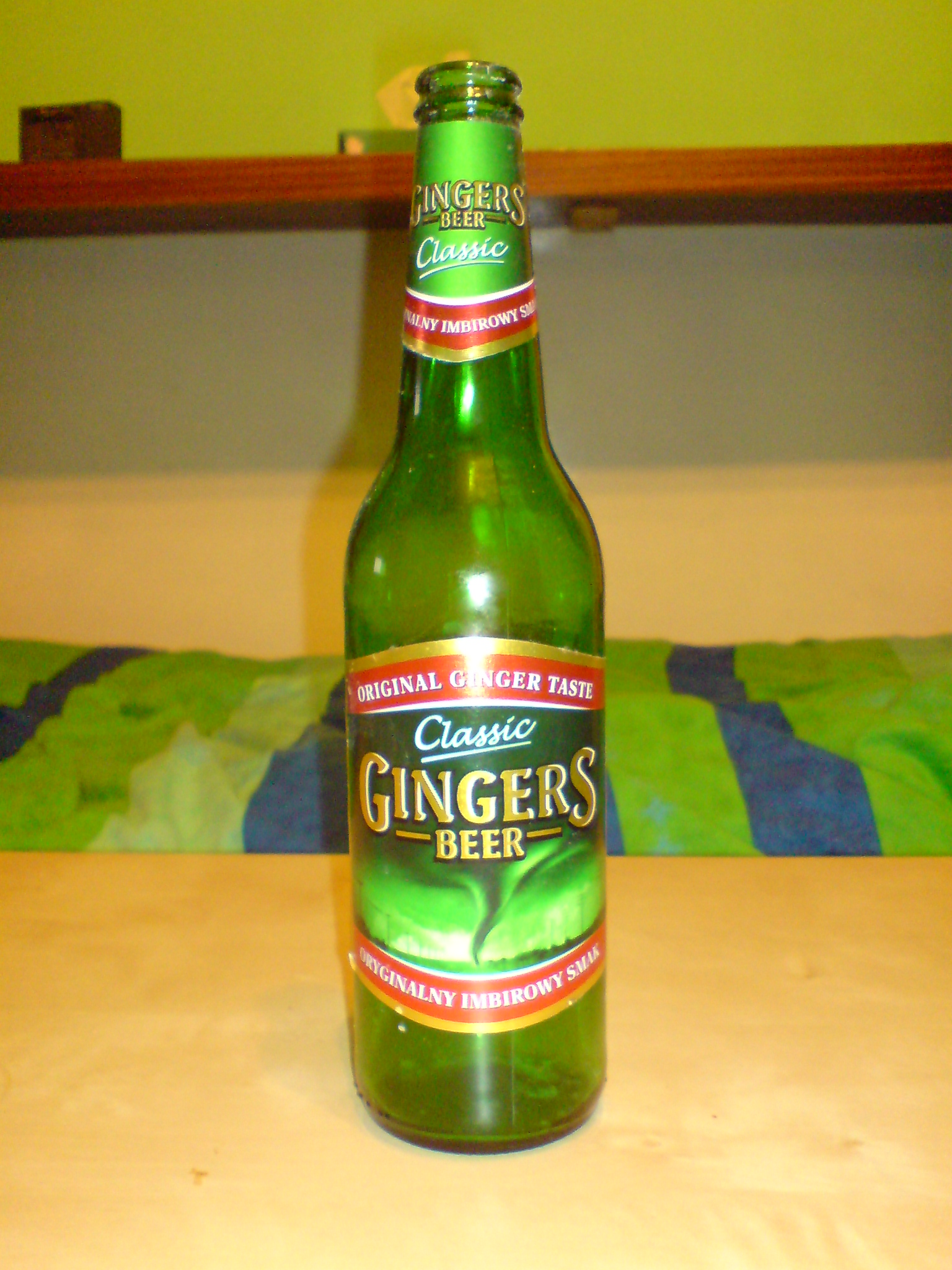
Gingers

Gingers – marka piwa smakowego produkowanego przez Kompanię Piwowarską.

## Historia marki piwa
Piwo Gingers pojawiło się na rynku polskim w 2003 r. jako produkt Browaru Belgia. Było pierwszym produkowanym na masową skalę piwem w Polsce o smaku imbirowym.
W 2003 roku sprzedaż tego napoju osiągnęła 200 tysięcy hektolitrów. Według Instytutu Badań Opinii i Rynku PENTOR w Poznaniu, w 2004 r. piwo Gingers znajdowało się na pierwszym miejscu najczęściej sprzedawanych piw smakowych. W tym samym roku powstał wariant z cynamonem – Gingers Cinnamon, a w lutym 2007 r. z limonką – Gingers Lime.
W 2007 roku marka zanotowała w Polsce 20% udziałów w sprzedaży w segmencie piw aromatyzowanych.

## Odmiany
Gingers Beer Classic
- zaw. alk. 4,1% obj.
- ekstrakt 11,8% wag.
- rozlewany do 0,5 l butelek i puszek

Gingers Cinnamon (produkt Browaru Belgia)
- zaw. alk. 4,10%
- ekstrakt 11,8%

Gingers Lime (produkt Browaru Belgia)
- zaw. alk. 4,5%